# Бурчак, Фёдор Глебович
Фёдор Глебович Бурчак (укр. Федір Глібович Бурчак; 3 апреля 1924, Киев, Украинская ССР — 22 февраля 2001, там же, Украина) — советский и украинский юрист, учёный, общественный и государственный деятель.
Доктор юридических наук (1986), профессор (1987), академик Академии правовых наук Украины (1993) и Нью-Йоркской академии наук (1996). Заслуженный юрист Украинской ССР, лауреат Государственных премий в области науки и техники Украинской ССР (1981) и Украины (1998).

## Биография
Фёдор Бурчак родился 3 апреля 1924 года в Киеве. Его родители занимались врачебной деятельностью, а его дед — Фёдор Бурчак, который помимо того, что также был врачом, активно занимался общественной девятилетью, входил в состав Киевской городской думы, а в 1916—1917 годах занимал должность её председателя.
Высшее образование Бурчак получал обучаюсь на юридическом факультете Киевского государственного университета, куда поступил в 1944 году. В 1949 году окончив этот вуз поступил в нём же на аспирантуру, которую окончил в 1952 году. После окончания аспирантуры начал работать заместителем арбитра Украинского промышленного совета, в конце 1950-х годов начал трудился в редакции юридического журнала «Радянське право», а затем до конца жизни продолжал оставаться членом редакционной коллегии этого журнала (с 1991 года называется «Право України»).
C 1965 года работал в аппарате Верховного совета Украинской ССР (с 1991 года — Верховная рада Украины). Изначально заведовал юридическим отделом Президиума Верховного совета Украинской ССР, а после провозглашения независимости Украины — отделом по вопросам законодательства и правопорядка Верховной Рады Украины. Параллельно с работой в высшем законодательном органе был членом либо председателем ряда комитетов и комиссий правовой направленности. С 1989 по 1991 год был членом Комитета конституционного надзора СССР от Украинской ССР, с 1991 по 1996 год — членом Комисии по обработки проекта новой Конституции Украины, в 1995 году возглавил Комитет законодательных инициатив при Президенте Украины, тогда же стал председателем Украинской кодификационной комиссии.
В 1994 году Бурчак стал научным консультантом Президента Украины, а в 1996 году — советником Президента Украины по вопросам правовой политики.
Фёдор Глебович скончался 22 февраля 2001 года после тяжёлой и продолжительной болезни.

## Награды
Фёдор Глебович Бурчак был удостоен следующих наград, премий, званий и грамот:
- Отличие Президента Украины — орден князя Ярослава Мудрого V степени (Указ Президента Украины от 23 августа 1995) — за выдающиеся заслуги перед украинским государством в развитии системы законодательства, укреплении правовых основ государственности[3];
- Отличие Президента Украины — орден «За заслуги» III степени (Указ Президента Украины от 3 апреля 1999) — за весомый личный вклад в развитие юридической науки, многолетнюю плодотворную работу в государственных органах[4];
- Орден Трудового Красного Знамени;
- Орден «Знак Почёта»;
- Государственная премия Украинской ССР в области науки и техники (1981);
- Государственная премия Украины в области науки и техники (Указ Президента Украины от 17 ноября 1998) — за систему информационно-аналитического обеспечения законотворческой и правоприменительной деятельности[5];
- Почётное звание «Заслуженный юрист Украинской ССР» (1987);
- Почётная грамота Кабинета министров Украины (Постановление Кабинета министров Украины от 9 апреля 1999) — за весомый личный вклад в обеспечение деятельности Академии правовых наук Украины, за многолетний научно-педагогическую, правотворческую деятельность и по случаю 75-летия со дня рождения[6].